# 209P/LINEAR
209P/LINEAR est une comète périodique découverte le 3 février 2004 par le programme LINEAR. Initialement, elle a été observée sans queue de comète et nommée 2004 CB comme un astéroïde. Mais en mars 2004, Robert H. McNaught a observé une queue qui confirme qu'il s'agit une comète. le numéro permanent 209P lui a été attribué le 12 décembre 2008, lors de la deuxième apparition répertoriée de la comète. Des images de pré-découverte de la comète, datant de décembre 2003, ont été trouvées en 2009. Une image prise par le radiotélescope d'Arecibo en 2014 a montré que le noyau de la comète est en forme de cacahuète et a un diamètre d'environ 2,4 kilomètres. La comète a une activité extrêmement faible pour sa taille et est probablement en train de devenir une comète éteinte.

## Passage de 2014
209P/LINEAR est venu à son périhélie (point le plus proche du Soleil) le 6 mai 2014. Le 29 mai 2014, la comète est passée à 8 290 000 kilomètres de la Terre ; celle-ci figure en neuvième place des objets célestes qui ont frôlé la Terre.

## Pluies de météores associées
Les résultats préliminaires d'Esko Lyytinen et Peter Jenniskens, plus tard confirmés par d'autres chercheurs, prédisaient que 209P/LINEAR pourrait générer la prochaine grande pluie de météorites des Camélopardalides de mai dans la nuit du 23 au 24 mai 2014. Il pourrait y avoir de 100 à 400 météores par heure. Toutes les traces de la comète de 1803 à 1924 devaient croiser l'orbite de la Terre en mai 2014. On prévoyait que le pic d'activité pourrait se produire autour de 24 mai 2014 à 7 h 7, quand les traces de poussière produites par les précédents passages de la comète pourraient passer à 30 000 kilomètres de la Terre. Les Camélopardalides de mai génèrent seulement 10 à 15 météores visuels par heure. L'averse a atteint son maximum autour de 6 heures le 24 mai 2014. Le Canadian Meteor Orbit Radar (CMOR) a détecté l'averse mais les particules étaient trop petites pour être vues à l'œil nu. Les Êta aquarides se produisent aussi à cette époque de l'année.